# Belgisch kampioenschap wielrennen voor dames junioren

De Belgische kampioenentrui

Het Belgisch kampioenschap wielrennen voor Dames Junioren is een jaarlijkse wielerwedstrijd in België voor rensters met Belgische nationaliteit van 17 en 18 jaar. Er wordt gereden voor de nationale titel.
Tot en met 1988 was dit kampioenschap bekend als het Belgisch kampioenschap wielrennen voor Dames Nieuwelingen. De huidige Nieuwelingen werden toen Cadetten genoemd.

## Erelijst
| Jaar | Plaats                | Winnaar              | 2de                       | 3de                      |
| 2025 | Hoogstraten           | Auke De Buysser      | Shanaya Esther Schollaert | Frauke Bruylandts        |
| 2024 | Koksijde              | Auke De Buysser      | Olivia Vercruysse         | Falke Kerkhof            |
| 2023 | Brasschaat            | Hélène Hesters       | Ella Heremans             | Anna Bruneel             |
| 2022 | Moorslede             | Hélène Hesters       | Anna Vanderaerden         | Xaydee Van Sinaey        |
| 2021 | Herzele               | Marith Vanhove       | Julie Hendrickx           | Lani Wittevrongel        |
| 2020 | Koksijde              | Julie Hendrickx      | Marith Vanhove            | Julie De Wilde           |
| 2019 | Anzegem               | Dina Scavone         | Katrijn De Clercq         | Gloria Van Mechelen      |
| 2018 | Lacs de l'Eau d'Heure | Shari Bossuyt        | Jade Lenaers              | Ellen Feytens            |
| 2017 | Oosterzele            | Lotte Rotman         | Jinse Peeters             | Shari Bossuyt            |
| 2016 | Hooglede              | Nathalie Bex         | Marjon Claus              | Jinse Peeters            |
| 2015 | Libramont             | Lenny Druyts         | Nathalie Bex              | Eva Maria Palm           |
| 2014 | Merelbeke             | Lenny Druyts         | Saartje Vandenbroucke     | Jesse Vandenbulcke       |
| 2013 | Tervuren              | Kaat Van Der Meulen  | Saartje Vandenbroucke     | Fien Delbaere            |
| 2012 | Heusden-Zolder        | Nathalie Verschelden | Lotte Kopecky             | Dana Lodewyks            |
| 2011 | Wielsbeke             | Marlène Wintgens     | Nathalie Nijns            | Julia Verwulgen          |
| 2010 | Wielsbeke             | Eveline Dergent      | Morgane Van Lierde        | Steffi Lodewyks          |
| 2009 | Geel                  | Evi Verstraete       | Jolien Vandenborre        | Eline De Roover          |
| 2008 | Hooglede-Gits         | Jolien D'hoore       | Evelyn Arys               | Kaat Hannes              |
| 2007 | Beveren               | Evelyn Arys          | Kim Vermeiren             | Jessie Daams             |
| 2006 | Erpe-Mere             | Ilke Dejongh         | Kimberley Buyl            | Kelly Druyts             |
| 2005 | Vezin                 | Axelle Doisy         | Ine Beyen                 | Lieselot Decroix         |
| 2004 | Eeklo                 | Fauve Defloor        | Kelly Michielsen          | Karen Verbeek            |
| 2003 | Merchtem              | Sara Peeters         | Kim Schoonbaert           | Karen Verbeek            |
| 2002 | Willebroek            | Ludivine Henrion     | Sara Peeters              | Audrey Werner            |
| 2001 | Wuustwezel            | Kelly Van Eyken      | Sharon Vandromme          | Valerie Mahieu           |
| 2000 | Riemst                | Nele Van Den Bossche | Ine Wannijn               | Séverine Villance        |
| 1999 | Halle                 | Ine Wannijn          | Caroline Orens            | Sophie Maes              |
| 1998 | Middelkerke           | Inn Stevens          | Natasja Nobels            | Evy Van Damme            |
| 1997 | Gingelom              | Katrien Van de Poel  | Els Bauden                | Liesbeth Deceuninck      |
| 1996 | Reningelst            | Marie-Claire Vogts   | Sandra Degueldre          | Liesbeth Deceuninck      |
| 1995 | Nandrin               | Els Pauwels          | Sandra Degueldre          | Katleen Vermeiren        |
| 1994 | Peer                  | Annik Van Herck      | Veronique Coene           | Sofie Van Eeckhoutte     |
| 1993 | Opbrakel              | Elke Van de Walle    | Cindy Pieters             | Tamara Leys              |
| 1992 | Halanzy               | Ane-Marie Cooreman   | Sigrid Colson             | Hilde Staelens           |
| 1991 | Tongerlo              | Wendy Merckx         | Cindy Diericx             | Marie-Theresia Goffart   |
| 1990 | Wodecq                | Michèle Tessens      | Patsy Maegerman           | Vanja Vonckx             |
| 1989 | Merchtem              | Ilse Fiers           | Krista Claes              | Véronique De Roose       |
| 1988 |                       | Heidi Van De Vijver  | Nadine Chuchro            | Lydia Vandenbosch        |
| 1987 |                       | Lydia Vandenbosch    | Kristel Werckx            | Heidi Van De Vijver      |
| 1986 |                       | Vera Cambré          | Véronique Schurmann       | Monica Van Nassauw       |
| 1985 |                       | Els Mertens          | Ria Rogiers               | Vera Cambré              |
| 1984 |                       | Nadine Vanderhaeghen | Els Mertens               | Greet Fleerackers        |
| 1983 | Aye                   | Sylvie Slos          | Nadine Fiers              | Lory Laroy               |
| 1982 | Lembeek               | Sylvie Slos          | Ann De Greef              | Patricia Laurent         |
| 1981 | Mettet                | Anna Callebaut       | Marleen Nipal             | Christel Herremans       |
| 1980 | Nijlen                | Marleen Nipal        | Godelieve Crollet         | Ingrid Mekers            |
| 1979 | Nandrin               | Ingrid Mekers        | Marina Mampay             | Gerda Sierens            |
| 1978 |                       | Claudine Vierstraete | Nele D'Haene              | Maria Hemmerechts        |
| 1977 |                       | Sonja Pleysier       | Nele D'Haene              | Marie-Christine Janssens |
| 1976 | Retie                 | Jenny De Smet        | Christine Van Kwikenborne | Marie-France Mil         |
| 1975 |                       | Frieda Maes          | Jenny De Smet             | Marie-France Mil         |
| 1974 |                       | Viviane Bailly       | N. De Roo                 | Francine Focquaert       |
| 1973 |                       | Nicole Verstappen    | Marie-Anne Sergeys        | Jeanine Demaret          |
| 1972 | Nijlen                | Olga Janssens        | Mireille Van Steenkiste   | Maria Defays             |
| 1971 |                       | Marie-José Fontaine  | Alida Simon               | Olga Janssens            |
| 1970 |                       | Marie-José Fontaine  | S. Heylen                 | H. Dorme                 |
| 1969 |                       | Alida Simon          | H. Dorme                  | Arlette Fontaine         |
| 1968 | Eeklo                 | Mariette Laenen      |                           |                          |
| 1967 |                       | Annie Melis          | Mariette Laenen           | Christiane Smeesters     |
| 1966 | Barvaux               | Annie Melis          | Mariette Laenen           | Ingrid Mekers            |
| 1965 |                       | Lisette Van Hout     | C. Cosman                 | Marguerita Dams          |
| 1964 |                       | Christiane Geerts    | Rosette Steen             | Lisette Van Hout         |
| 1963 |                       | Renée Martens        | Anne-Marie Natus          | Emilienne Tassignon      |
| 1962 |                       | Rosa Naessens        |                           |                          |
| ...  | ...                   | ...                  | ...                       | ...                      |